# British Lions (альбом)
| Оценки критиков | Оценки критиков |
| Источник        | Оценка          |
| --------------- | --------------- |
| AllMusic        | [ 1 ]           |

British Lions — одноимённый дебютный студийный альбом британской рок-группы British Lions, состоявшей из бывших участников группы Mott — Моргана Фишера, Рэя Мейора, Пита Оверенда Уоттса и Дейла Гриффина, а также гитариста/вокалиста Джона Фиддлера, который ранее играл в группе Medicine Head. Релиз альбома состоялся в 1978 году на лейблах Vertigo (Великобритания) и RSO Records (США). Отдельно от диска был выпущен сингл «One More Chance to Run». Би-сайдом к нему стала песня «Booster». Альбом занял 83 место в чарте Billboard 200.
Позднее песня «One More Chance to Run» была перепета группой Джо Эллиотта Down 'n' Outz и вошла в их альбом My ReGeneration.

## Список композиций
Автор всех песен — Джон Фиддлер, за исключением отмеченных.
| №  | Название                  | Автор(ы)                     | Длительность |
| -- | ------------------------- | ---------------------------- | ------------ |
| 1. | «One More Chance to Run»  |                              | 3:36         |
| 2. | «Wild in the Streets»     | Гарланд Джеффрис             | 3:00         |
| 3. | «Break This Fool»         | Фиддлер, Пит Уоттс           | 4:20         |
| 4. | «International Heroes»    | Ким Фоули, Керри Скотт       | 4:19         |
| 5. | «Fork Talking Man»        | Фиддлер, Морган Фишер, Уоттс | 5:30         |
| 6. | «My Life's in Your Hands» |                              | 5:17         |
| 7. | «Big Drift Away»          |                              | 8:29         |
| 8. | «Booster»                 | Фиддлер, Уоттс               | 4:07         |
| 9. | «Eat the Rich»            |                              | 3:40         |

| №   | Название                                              | Автор(ы)       | Длительность |
| --- | ----------------------------------------------------- | -------------- | ------------ |
| 10. | «One More Chance to Run» (BBC John Peel Show session) |                | 3:49         |
| 11. | «Break This Fool» (BBC John Peel Show session)        | Фиддлер, Уоттс | 5:10         |
| 12. | «Wild in the Streets» (BBC John Peel Show session)    | Джеффрис       | 3:23         |
| 13. | «Wild One» (live)                                     |                | 6:12         |
| 14. | «Eat the Rich: the Second Course» (demo)              |                | 3:52         |
| 15. | «Can't Get Over You» (demo)                           |                | 3:05         |
| 16. | «Long Distance Love» (demo)                           |                | 3:30         |
| 17. | «You Got Everything» (demo)                           |                | 3:00         |

## Участники записи
- Морган Фишер[англ.] — фортепиано, орган Хаммонда, синтезатор
- Джон Фиддлер — гитара, вокал
- Дейл «Баффин» Гриффин[англ.] — ударные
- Рэй Мейор — гитара, вокал
- Пит Уоттс[англ.] — бас-гитара, вокал